# Daniel Florea
Pour les articles homonymes, voir Florea.
Daniel Florea, né le 18 décembre 1975 à Vaslui (Roumanie), est un footballeur roumain, qui évoluait au poste de défenseur gauche au FC Dinamo Bucarest et en équipe de Roumanie.
Florea n'a marqué aucun but lors de ses trois sélections avec l'équipe de Roumanie entre 1999 et 2002.

## Carrière de joueur
- 1993-1997 : Oțelul Galați
- 1997-2001 : Dinamo Bucarest
- 2001-2004 : Chakhtar Donetsk
- 2004-2005 : Metalurh Zaporijia
- 2005-2006 : Metalurg Donetsk
- 2005-2006 : Dinamo Bucarest
- 2006-2009 : APOEL Nicosie

## Palmarès

### Avec le Dinamo Bucarest
- Champion de Roumanie en 2000.
- Vainqueur de la Coupe de Roumanie en 2000 et 2001.

### Avec le Chakhtar Donetsk
- Champion d'Ukraine en 2002 et 2005.
- Vainqueur de la Coupe d'Ukraine en 2002 et 2004.

### Avec l'APOEL Nicosie
- Champion de Chypre en 2007 et 2009.
- Vainqueur de la Coupe de Chypre en 2008.